# シャーウィン・バジャー
シャーウィン・キャンベル・バジャー（Sherwin Campbell Badger、1901年8月29日 - 1972年4月8日）は、アメリカ出身の男性フィギュアスケート選手。1932年レークプラシッドオリンピックペア銀メダリスト。パートナーはベアトリクス・ローランなど。

## 経歴
- 男子シングルとペアで活動をし、男子シングルでは1920年から全米フィギュアスケート選手権で5連覇を果たす。
- 1927年よりベアトリクス・ローランと組み、1928年サンモリッツオリンピックではペアで出場し4位、男子シングルにも出場し11位。
- 1930年から全米フィギュアスケート選手権3連覇。
- 1932年レークプラシッドオリンピックにペアで出場し銀メダルを獲得。
- 競技から退いた後、アメリカスケート連盟の要職を歴任。1972年、マサチューセッツ州で死去。

## 主な戦績

### 男子シングル
| 大会/年      | 1919-20 | 1920-21 | 1921-22 | 1922-23 | 1923-24 | 1927-28 |
| ------------ | ------- | ------- | ------- | ------- | ------- | ------- |
| オリンピック |         |         |         |         |         | 11      |
| 全米選手権   | 1       | 1       | 1       | 1       | 1       |         |

### ペア
| 大会/年      | 1917-18 | 1919-20 | 1927-28 | 1928-29 | 1929-30 | 1930-31 | 1931-32 |
| ------------ | ------- | ------- | ------- | ------- | ------- | ------- | ------- |
| オリンピック |         |         | 4       |         |         |         | 2       |
| 世界選手権   |         |         | 5       |         | 3       |         | 3       |
| 全米選手権   | 2       | 2       |         |         | 1       | 1       | 1       |

1917-18年シーズンはクララ・フロシンガムとのペア。
1919-20年シーズンはイーディス・ロッチとのペア。
1927-28年以降はベアトリクス・ローランとのペア。